# Maradu
Maradu è una suddivisione dell'India, classificata come census town, di 40.993 abitanti, situata nel distretto di Ernakulam, nello stato federato del Kerala. In base al numero di abitanti la città rientra nella classe III (da 20.000 a 49.999 persone).

## Geografia fisica
La città è situata a 9° 56' 36 N e 76° 18' 20 E.

## Società

### Evoluzione demografica
Al censimento del 2001 la popolazione di Maradu assommava a 40.993 persone, delle quali 20.313 maschi e 20.680 femmine. I bambini di età inferiore o uguale ai sei anni assommavano a 4.313, dei quali 2.179 maschi e 2.134 femmine. Infine, coloro che erano in grado di saper almeno leggere e scrivere erano 34.959, dei quali 17.720 maschi e 17.239 femmine.